# Шыналиев, Еркебулан Курмаханович
Еркебулан Курмаханович Шыналиев (каз. Еркебұлан Шыналиев; 7 октября 1987) — казахстанский боксер, бронзовый призёр Олимпийских игр 2008 года в Пекине, Заслуженный мастер спорта Республики Казахстан.

## Биография
Е. К. Шыналиев родился в пригороде Чимкента — Карабастау. Тренировался в Шымкенте.
На чемпионате мира 2007 года завоевал бронзовую медаль.
На Олимпиаде-2008 завоевал бронзовую медаль. После Олимпиады переехал в Актобе.
Почетный гражданин Байдибекского района.
Указом президента Республики Казахстан от 29 августа 2008 года награждён орденом «Курмет» из рук президента.